# Bessuéjouls
Bessuéjouls är en kommun i departementet Aveyron i regionen Occitanien i södra Frankrike. Kommunen ligger  i kantonen Espalion som ligger i arrondissementet Rodez. År 2022 hade Bessuéjouls 223 invånare.

## Befolkningsutveckling
Antalet invånare i kommunen Bessuéjouls
Referens: INSEE